# آدم‌های بد همیشه می‌میرند
آدم‌های بد همیشه می‌میرند (چینی: 坏蛋必须死؛ انگلیسی: Bad Guys Always Die) یک فیلم کمدی اکشن سال ۲۰۱۵ به کارگردانی سون هائو و تولید مشترک چین و کره جنوبی است. این فیلم در چین در ۲۷ نوامبر ۲۰۱۵ و در کره جنوبی در ۷ ژانویه ۲۰۱۶ منتشر شد.